# Zanja de Caña
Zanja de Caña är en ort i Mexiko.   Den ligger i kommunen Playa Vicente och delstaten Veracruz, i den sydöstra delen av landet, 400 km sydost om huvudstaden Mexico City. Zanja de Caña ligger 70 meter över havet och antalet invånare är 150.
Terrängen runt Zanja de Caña är platt. Runt Zanja de Caña är det ganska glesbefolkat, med 24 invånare per kvadratkilometer. Närmaste större samhälle är Playa Vicente, 10,9 km norr om Zanja de Caña. Omgivningarna runt Zanja de Caña är en mosaik av jordbruksmark och naturlig växtlighet.